# Ferrari 250S

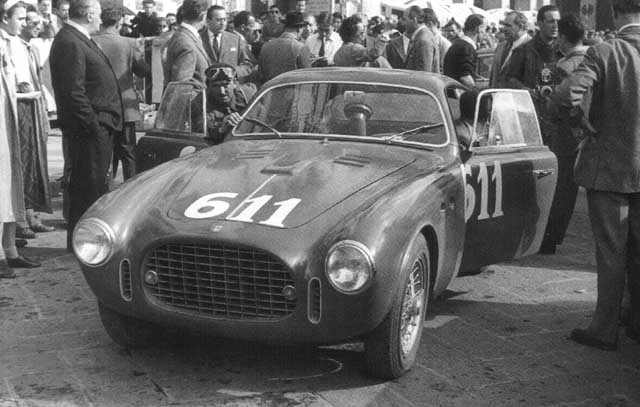
Giovanni Bracco im Ferrari 250S bei der Mille Miglia 1952

Der Ferrari 250S, auch Ferrari 250 Sport, war ein Rennsportwagen, der 1952 bei der Scuderia Ferrari entwickelt wurde.

## Begriffsklärung und Typenbezeichnung
Wie so oft in der Typologie von Ferrari steht der 250S mit unterschiedlichen Bezeichnungen in verschiedenen Publikationen über die Marke und in den Ergebnislisten der Rennen. Da das Fahrzeug ein Einzelstück war, beziehen sich die Bezeichnungen 250S, 250 Sport, 250S Coupé Vignale und 250S Berlinetta Vignale immer auf ein und dasselbe Modell.
Die Typenbezeichnung geht auf das früher bei Ferrari übliche Vorgehen zurück, die Modelle nach dem Hubraum eines einzelnen Zylinders zu benennen. Der Gesamthubraum des von Gioacchino Colombo entwickelten V-12-Motors beträgt 2953 cm³.
Unter der Bezeichnung 250 liefen viele Ferrari bei Sportwagen, vom 250S bis hin zum 250P von 1963; Rennwagen, die außer der Bezeichnung wenig gemein hatten.

## Entwicklungsgeschichte und Technik
Der 250S war ein Einzelstück. Der Wagen war ursprünglich ein 225S mit der Fahrgestellnummer 0156ET, der umgebaut wurde. Die Umbauarbeiten bezogen sich vor allem auf den Motor und waren eine der ersten Arbeiten von Aurelio Lampredi für Enzo Ferrari. Lampredi ließ bei unverändertem Hub von 58,8 mm die Zylinderbohrung auf 73 mm erhöhen. Das Gemisch wurde von 3 Weber-Doppelvergasern vom Typ 36DCF aufbereitet. Als Radaufhängungen gab es vorn Doppelquerlenker und Querblattfedern, hinten eine Starrachse mit Längsblattfedern. Der Wagen blieb erhalten.
Die Berlinetta-Karosserie fertigte Vignale.

## Renneinsätze und -erfolge
Der 250S wurde nur elfmal in einem Rennen gefahren, ehe er schon 1954 ein Sammlerstück wurde. Für den Giro di Sicilia 1952 war der Wagen zwar gemeldet, konnte aber nicht rechtzeitig fertiggestellt werden. Erstmals eingesetzt wurde er daher erst bei der Mille Miglia. Als Fahrer war Luigi Villoresi vorgesehen, der wegen einer Verletzung auf den Start verzichten musste. Seinen Platz nahm Giovanni Bracco ein und gewann das Rennen. Beim 24-Stunden-Rennen von Le Mans fuhren Villoresi und Alberto Ascari den Wagen. Ascari erzielte mit einer Durchschnittsgeschwindigkeit von 173,149 km/h im Rennen die schnellste Rennrunde; nach 3 Stunden musste der Wagen nach einem Kupplungsschaden jedoch vorzeitig abgestellt werden.
Nach einem dritten Rang beim Sportwagenrennen in Senigallia 1952 durch Villoresi siegte Bracco gemeinsam mit Paolo Marzotto beim 12-Stunden-Rennen von Pescara. Bei der Carrera Panamericana desselben Jahres lag Bracco mit dem 250S in Führung, ehe es zu einem Akt ritterlicher Sportlichkeit kam. Bracco ließ über den Journalisten Günther Molter einer verblüfften Mercedes-Mannschaft ausrichten, dass es keinen Sinn mehr habe schnell zu fahren, da sein Wagen unter großen technischen Problemen leide und er bald ausfallen werde. Tatsächlich ging wenige Kilometer nach Beginn der letzten Etappe die Kraftübertragung des Ferrari defekt und der Sieg ging an Karl Kling und Mercedes.
Nach einem Ausfall beim Giro di Sicilia 1953 wurde der 250S an Roberto Bonomi verkauft und beim 1000-km-Rennen von Monza in diesem Jahr zum letzten Mal zu einem Rennen gemeldet. Giulio Musitelli und Primo Pezzoli fielen aus.